# Rachel Roberts (attrice)
Rachel Roberts (Llanelli, 20 settembre 1927 – Los Angeles, 26 novembre 1980) è stata un'attrice britannica.
Nel corso della sua carriera, ricca nonostante la prematura scomparsa, vinse 3 BAFTA e fu candidata all'Oscar nel 1963 per il suo ruolo in Io sono un campione.

## Biografia
Figlia di un ministro battista gallese, Rachel Roberts studiò recitazione alla Royal Academy of Dramatic Art (RADA) e nei primi anni della sua carriera si affermò come brillante attrice di rivista, rivelando notevole talento comico. Nella prima metà degli anni cinquanta iniziò ad ottenere alcuni piccoli ruoli sul grande schermo, mentre la sua carriera teatrale proseguiva brillantemente con l'ingresso nel 1954 all'Old Vic, dove lavorò per i due anni successivi.
La definitiva affermazione sugli schermi cinematografici giunse alla fine del decennio, in coincidenza con l'affermazione del nuovo realismo nel cinema britannico. L'attrice interpretò il ruolo di una donna sposata, amante di Albert Finney in Sabato sera, domenica mattina (1960) di Karel Reisz, e quello di un'affittacamere vedova, padrona di casa di un giocatore di rugby (Richard Harris) in Io sono un campione (1963) di Lindsay Anderson, interpretazione che le valse la candidatura al premio Oscar alla miglior attrice nel 1964. Nel 1968 affiancò il marito Rex Harrison nella commedia La pulce nell'orecchio di Jacques Charon.
Mentre proseguiva la propria carriera teatrale, la Roberts divenne familiare al pubblico televisivo statunitense, grazie alla partecipazione a serie quali Undicesima ora (1963), Mistero in galleria (1970), Marcus Welby (1971), L'impareggiabile giudice Franklin (1976-1978), di cui interpretò 32 episodi nei panni di Bonnie McClennel. Benché interprete assai richiesta, negli anni settanta ebbe poche occasioni degne di nota, tranne Assassinio sull'Orient Express (1974) di Sidney Lumet e Picnic ad Hanging Rock (1975) di Peter Weir, ove interpretò il ruolo di un'inquietante direttrice di un collegio femminile.
Rachel Roberts si suicidò con una overdose di barbiturici e alcool il 26 novembre 1980, a 53 anni, nella sua casa di Los Angeles; il giardiniere la trovò nella cucina. Fu cremata alla Chapel of the Pines Crematory di Los Angeles.

## Vita privata
Rachel Roberts si sposò la prima volta nel 1955 con l'attore Alan Dobie, dal quale divorziò nel 1961. Il 21 marzo 1962 si risposò con l'attore Rex Harrison, dal quale divorziò nel 1971.

## Filmografia

### Cinema
- Valley of Song, regia di Gilbert Gunn (1953)
- The Limping Man, regia di Cy Endfield (1953)
- Penitenziario braccio femminile (The Weak and the Wicked), regia di J. Lee Thompson (1954)
- The Crowded Day, regia di John Guillermin (1954)
- The Good Companions, regia di J. Lee Thompson (1957)
- Il nostro agente all'Avana (Our Man in Havana), regia di Carol Reed (1959)
- Sabato sera, domenica mattina (Saturday Night and Sunday Morning), regia di Karel Reisz (1960)
- Girl on Approval, regia di Charles Frend (1961)
- Io sono un campione (This Sporting Life), regia di Lindsay Anderson (1963)
- La pulce nell'orecchio (A Flea in Her Ear), regia di Jacques Charon (1968)
- The Reckoning, regia di Jack Gold (1969)
- Le mogli (Doctors' Wives), regia di George Schaefer (1971)
- Uomini selvaggi (Wild Rovers), regia di Blake Edwards (1971)
- La tana della volpe rossa (The Belstone Fox), regia di James Hill (1973)
- Una testa di lupo mozzata (Baffled!), regia di Philip Leacock (1973) - film tv
- O Lucky Man!, regia di Lindsay Anderson (1973)
- Assassinio sull'Orient-Express (Murder on the Orient Express), regia di Sidney Lumet (1974)
- Picnic ad Hanging Rock (Picnic at Hanging Rock), regia di Peter Weir (1975)
- Alpha Beta, regia di Anthony Page (1976)
- Gioco sleale (Foul Play), regia di Colin Higgins (1978)
- Yankees (Yanks), regia di John Schlesinger (1979)
- Quando chiama uno sconosciuto (When a Stranger Calls), regia di Fred Walton (1979)
- Charlie Chan e la maledizione della regina drago (Charlie Chan and the Curse of the Dragon Queen), regia di Clive Donner (1981)

### Televisione
- On Trial, nell'episodio The Dilke Case (1960)
- The Sunday-Night Play, nell'episodio Subject of Scandal and Concern (1960)
- Undicesima ora (The Eleventh Hour), nell'episodio "This Wonderful Madman Calls Me Beauty" (1963)
- Nelson: A Study in Miniature (1966) Film TV
- Out of the Unknown, nell'episodio Frankenstein Mark 2 (1966)
- Hallmark Hall of Fame, nell'episodio Blithe Spirit (1966)
- Blithe Spirit (1966) Film TV
- Happy Ever After, nell'episodio The Party Piece (1969
- Mistero in galleria (Night Gallery), nell'episodio Certain Shadows on the Wall (1970)
- Marcus Welby (Marcus Welby, M.D.), nell'episodio A Woman's Place (1971)
- Late Night Drama nell'episodio Graceless Go I (1974) serie TV
- Play for Today, nell'episodio Back of Beyond (1974)
- Tutto mi porta da te (Great Expectations) (1974) Film TV
- The Tony Randall Show (1976) Serie TV
- A Circle of Children (1977) Film TV
- Family, nell'episodio Exits and Entrances (1979)
- La vecchia folla (The Old Crowd) (1979) Film TV
- 3 by Cheever: The Sorrows of Gin (1979) Film TV
- Agenti speciali Onu: Missione Eiffel (The Hostage Tower) (1980) Film TV
- The Wall, regia di Robert Markowitz (1982) Film TV
- Under Milk Wood (1992) Film TV (voce) (Archivio sound)
- Never Apologize (2007) (Archivio fotografico)

## Riconoscimenti
- Premio Oscar
  - 1964 – Candidatura alla miglior attrice protagonista per Io sono un campione

- Golden Globe
  - 1964 – Candidatura alla migliore attrice in un film drammatico per Io sono un campione

- BAFTA
  - 1961 – Migliore attrice britannica per Sabato sera, domenica mattina
  - 1964 – Migliore attrice britannica per Io sono un campione
  - 1980 – Migliore attrice non protagonista per Yankees

- Clarence Derwent Awards
  - 1962 – Premio alla migliore donna non protagonista britannica

## Doppiatrici italiane
- Gabriella Genta in Io sono un campione
- Benita Martini in Assassinio sull'Orient Express
- Dhia Cristiani in Picnic ad Hanging Rock (Il lungo pomeriggio della morte)
- Rosetta Calavetta in Quando chiama uno sconosciuto